# Oiceoptoma nakabayashii
Oiceoptoma nakabayashii es una especie de escarabajo carroñero del género Oiceoptoma, categorizada en la tribu Silphini, de la subfamilia Silphinae. Fue descrita por Miwa en 1937.

## Distribución
Se distribuye por Asia: China.